# Eldin Jakupović
Eldin Jakupović (Kozarac, 2 oktober 1984) is een Bosnisch doelman in het betaald voetbal die ook de Zwitserse nationaliteit verkreeg. Hij tekende in juli 2017 een contract tot medio 2020 bij Leicester City, dat hem overnam van Hull City. Jakupović debuteerde in augustus 2008 in het Zwitsers voetbalelftal.

## Clubcarrière
Jakupović speelde gedurende zijn carrière voor de Zwitserse clubs Grasshoppers en FC Thun, het Russische Lokomotiv Moskou en de Griekse clubs Olympiakos Volos en Aris Saloniki. Op 20 maart 2012 tekende hij een tweejarig contract bij Hull City na een geslaagde proefperiode. Op 4 mei 2013 speelde Hull City gelijk bij kampioen Cardiff City. Doordat concurrent Watford verloor bij Leeds United, verzekerde Hull City zich via de tweede plaats van promotie naar de Premier League. De laatste keer dat Hull City daarvoor actief was op het hoogste niveau, was in het seizoen 2009/10.

## Interlandcarrière
Jakupović kwam in zijn jeugd vanwege de Bosnische Oorlog naar Zwitserland. Hij speelde in jeugdeltallen van zowel Bosnië als Zwitserland en koos ervoor om voor Zwitserland international te worden. Hij behoorde als doelman tot de Zwitserse selectie voor het EK 2008, maar kwam daarop niet in actie. Onder leiding van de Duitse bondscoach Ottmar Hitzfeld maakte Jakupović zijn debuut voor het Zwitsers voetbalelftal op 20 augustus 2008 in een oefenwedstrijd tegen Cyprus (4-1) in Lancy, net als Alain Nef (FC Zürich), Sandro Burki (FC Aarau), Valentin Stocker (FC Basel) en Almen Abdi (FC Zürich).

## Erelijst
| FA Cup | 1x | 2020/21 |

1 Ward ·
2 Justin ·
3 Faes ·
4 Coady ·
5 Okoli ·
6 Ndidi ·
7 Fatawu ·
8 Winks ·
9 Vardy  ·
10 Mavididi ·
11 El Khannouss ·
14 Decordova-Reid ·
16 Kristiansen ·
17 Choudhury ·
18 Ayew ·
20 Daka ·
21 Pereira ·
22 Skipp ·
23 Vestergaard ·
24 Soumaré ·
29 Édouard ·
30 Hermansen ·
31 Iversen ·
33 Thomas ·
34 Golding ·
35 McAteer ·
37 Alves ·
40 Buonanotte ·
41 Stolarczyk ·
Coach: Cooper